# Ladenbergia moritziana
Ladenbergia moritziana är en måreväxtart som beskrevs av Johann Friedrich Klotzsch. Ladenbergia moritziana ingår i släktet Ladenbergia och familjen måreväxter. Inga underarter finns listade i Catalogue of Life.